# Arman Chilmanov
Arman Chilmanov (in kazako Арман Шилманов?; Temirtau, 20 aprile 1984) è un taekwondoka kazako.

## Palmarès

### Olimpiadi
- 1 medaglia:
  - 1 bronzo (Pechino 2008 negli 80 kg)

### Mondiali
- 2 medaglie:
  - 2 bronzi (Pechino 2007 nei pesi medi; Copenaghen 2009 nei pesi massimi)

### Giochi asiatici
- 3 medaglie:
  - 3 bronzi (Busan 2002 nei pesi medi; Doha 2006 nei pesi medi; Canton 2010 nei pesi massimi)

### Campionati asiatici
- 3 medaglie:
  - 1 oro (Bangkok 2006 nei pesi medi)
  - 1 argento (Astana 2010 nei pesi massimi)
  - 1 bronzo (Zhengzhou 2008 nei pesi massimi)